# Tháng Chín Đen (tổ chức)
Tổ chức khủng bố Palestine có tên là Tháng Chín Đen (TCĐ) (tiếng Ả Rập: منظمة أيلول الأسود, Munaẓẓamat Aylūl al-aswad) được thành lập năm 1970.
Nó chịu trách nhiệm trong vụ bắt cóc và thảm sát 11 nhân viên và vận động viên Israel và bắn chết một cảnh sát Tây Đức trong Thế vận hội Mùa hè 1972 diễn ra ở Munich, đây cũng là vụ khủng bố gây chấn động nhất của tổ chức này. Sự kiện này đã dẫn đến việc ra đời của các lực lượng chống khủng bố thường trực, chuyên nghiệp và được huấn luyện quân sự ở phần lớn các quốc gia châu Âu ví dụ như GSG 9 (của Đức) hay GIGN (của Pháp) hoặc cải tổ và đặc biệt hóa các đơn vị sẵn có thành lực lượng như vậy, ví dụ đội đặc nhiệm không quân (Special Air Service) của Anh.